# 武藤騤雄
武藤 騤雄（むとう たけお、1915年12月26日 - 2009年4月4日）は、日本の劇作家、翻訳家、法政大学名誉教授。福岡生まれ、東京大学英文科卒。法政大学教授。1986年定年退任。
藤川健夫（ふじかわ　たけお）をペンネームとして劇作家としても活躍。
受験参考書の「英単語連想記憶術」の著者として知られ、同書は受験生のバイブルとして版を重ねる。

## 著作
- 英単語連想記憶術 心理学が立証した必須3500語の獲得　青春出版社,1972.プレイブックス[2]
  - 英単語連想記憶術 心理学が立証した必須4000語の獲得　青春出版社,1986.[3]
- 英単語連想記憶術 第2集(笑いながら獲得する必須3000語)　青春出版社,1972.プレイブックス[4]
- 英単語連想記憶術 第3集(10倍速く覚える忘れない2500語)　青春出版社,1988.[5][6]
- 傷だらけの手 藤川健夫戯曲集　青雲書房,1977.8.[7]
- 文学・演劇のリアリティと変革性　藤川健夫 三友社出版,1981.3.[8]
- 藤川健夫戯曲集 全5巻別巻1　青雲書房,1988-90
  - 1 反戦劇・反核劇,1988.[9]
  - 2 伝記劇,1988.[10]
  - 3 歴史劇,1988.[11]
  - 4 現代劇・喜劇,1989.[12]
  - 別巻 演劇評論と藤川劇評,1990.[13]

## 翻訳
- ぼくらは無罪だ! サッコとヴァンゼッティの受難　ハワード・ファスト 松本正雄,藤川健夫訳.新評論社,1955. [14]「死刑台のメロディ」角川文庫[15]
- 立ちあがったクック 他一編 ベトナム短編小説　Thuy Thu & Phan Tu 藤川健夫 訳・編.日本青年出版社,1969.2.[16]

## 注
1. ↑  「藤川健夫さんを悼む」坂田宏子、『民主文学』2009年8月号
2. ↑  “英単語連想記憶術 : 心理学が立証した必須3500語の獲得 (プレイブックス) | NDLサーチ | 国立国会図書館”. 国立国会図書館サーチ（NDLサーチ）. 2024年1月18日閲覧。
3. ↑  武藤騤雄『英単語連想記憶術 : 心理学が立証した,必須4000語の獲得』青春出版社、東京、1986年。
4. ↑  “英単語連想記憶術 第2集(笑いながら獲得する必須3000語) (プレイブックス) | NDLサーチ | 国立国会図書館”. 国立国会図書館サーチ（NDLサーチ）. 2024年1月18日閲覧。
5. ↑  武藤騤雄『英単語連想記憶術』青春出版社、東京、1988年。
6. ↑  “英単語連想記憶術〈第3集〉10倍速く覚える忘れない2500語 (青春新書): 9784413002875 - AbeBooks” (英語). www.abebooks.com. 2023年10月19日閲覧。
7. ↑  “傷だらけの手 : 藤川健夫戯曲集 | NDLサーチ | 国立国会図書館”. 国立国会図書館サーチ（NDLサーチ）. 2024年1月18日閲覧。
8. ↑  “文学・演劇のリアリティと変革性 | NDLサーチ | 国立国会図書館”. 国立国会図書館サーチ（NDLサーチ）. 2024年1月18日閲覧。
9. ↑  “藤川健夫戯曲集 １ 反戦劇・反核劇 | NDLサーチ | 国立国会図書館”. 国立国会図書館サーチ（NDLサーチ）. 2024年1月18日閲覧。
10. ↑  “藤川健夫戯曲集 2 (伝記劇) | NDLサーチ | 国立国会図書館”. 国立国会図書館サーチ（NDLサーチ）. 2024年1月18日閲覧。
11. ↑  “藤川健夫戯曲集 3 (歴史劇) | NDLサーチ | 国立国会図書館”. 国立国会図書館サーチ（NDLサーチ）. 2024年1月18日閲覧。
12. ↑  “藤川健夫戯曲集 4 (現代劇・喜劇) | NDLサーチ | 国立国会図書館”. 国立国会図書館サーチ（NDLサーチ）. 2024年1月18日閲覧。
13. ↑  “藤川健夫戯曲集 別巻 (演劇評論と藤川劇評) | NDLサーチ | 国立国会図書館”. 国立国会図書館サーチ（NDLサーチ）. 2024年1月18日閲覧。
14. ↑  “ぼくらは無罪だ! : サッコとヴァンゼッティの受難 (文芸新書) | NDLサーチ | 国立国会図書館”. 国立国会図書館サーチ（NDLサーチ）. 2024年1月18日閲覧。
15. ↑  “死刑台のメロディ : サッコとヴァンゼッティの受難 (角川文庫) | NDLサーチ | 国立国会図書館”. 国立国会図書館サーチ（NDLサーチ）. 2024年1月18日閲覧。
16. ↑  “立ちあがったクック : 他一編 : ベトナム短編小説 | NDLサーチ | 国立国会図書館”. 国立国会図書館サーチ（NDLサーチ）. 2024年1月18日閲覧。